# Hans-Peter Koppe
Hans-Peter Koppe (2 de febrero de 1958) es un deportista de la RDA que compitió en remo.
Participó en los Juegos Olímpicos de Moscú 1980, obteniendo una medalla de oro en la prueba de ocho con timonel. Ganó dos medallas en el Campeonato Mundial de Remo, bronce en 1981 y plata en 1982.

## Palmarés internacional
| Juegos Olímpicos   | Juegos Olímpicos | Juegos Olímpicos  | Juegos Olímpicos   |
| Año                | Lugar            | Medalla           | Prueba             |
| ------------------ | ---------------- | ----------------- | ------------------ |
| 1980               | Moscú (URSS)     | Medalla de oro    | Ocho con timonel   |
| Campeonato Mundial |                  |                   |                    |
| Año                | Lugar            | Medalla           | Prueba             |
| 1981               | Múnich (RFA)     | Medalla de bronce | Cuatro sin timonel |
| 1982               | Lucerna (Suiza)  | Medalla de plata  | Ocho con timonel   |